# Sección para las Relaciones con los Estados (Secretaría de Estado de la Santa Sede)
La Sección para las Relaciones con los Estados o la Segunda Sección de la Secretaría de Estado es el órgano de la Curia romana encargada de tratar los asuntos que involucran a las negociaciones con los gobiernos civiles.
Por tanto, es análoga a la cancillería de un estado.

## Historia
El origen de este cuerpo se encuentra en el súper Congregatio super negotiis ecclesiasticis extraordinariis Regni Galliarum (Congregación de los Asuntos Eclesiásticos Extraordinarios del Reino de Francia) que el Papa Pío VI estableció el 28 de mayo de 1793 a hacer frente a los problemas derivados de la Iglesia como resultado de la Revolución Francesa. Después de la caída de Napoleón, el Papa Pío VII le dio competencia para las negociaciones con todos los gobiernos sobre asuntos eclesiásticos y lo renombró como Congregatio extraordinaria praeposita negotiis ecclesiasticis orbis catholici (Congregación Extraordinaria Encargado de Asuntos Eclesiásticos del Mundo Católico). Bajo el Papa León XIII, su nombre fue acortado a Congregatio pro negotiis ecclesiasticis extraordinariis (la Congregación de Asuntos Eclesiásticos Extraordinarios), una denominación que se mantuvo incluso después de que el Papa Pío X en 1909 la hizo parte de la Secretaría de Estado.
Esta disposición fue incorporada en el Código de Derecho Canónico, que describió la Secretaría de Estado como compuesta de tres tramos, de los cuales esta congregación fue la primera 1917:
La Oficina de la Secretaría de Estado, presidida por el cardenal secretario de Estado, se compone de tres secciones, en el siguiente orden:
- La Sección Primera, encabezada por el Secretario de la Congregación de Asuntos Eclesiásticos Extraordinarios, se ocupa de los asuntos que han de ser sometidos a la misma de conformidad con el canon 255, dejando otros asuntos a congregaciones específicas en función de su distinta naturaleza;
- La Sección Segunda, encabezado por el Sustituto (es decir, Prosecretario de Estado), se ocupa de los asuntos ordinarios.
- La Sección Tercera, encabezada por el Canciller de Breves Apostólicos, se ocupa del envío de los escritos.

En su canon 255, el Código define el campo de acción de la congregación, como erigir o dividir las diócesis y nombrar obispos, cuándo participar en las negociaciones con los gobiernos civiles, y otros asuntos que el Papa puede optar por encomendar a la misma, en especial algunos vinculados al derecho civil, a acuerdos y concordatos con otros estados y la Santa Sede. El Cardenal Secretario de Estado era simultáneamente prefecto de la Congregación de Asuntos Eclesiásticos Extraordinarios con el secretario equivalente al actual secretario para las Relaciones con los Estados.
Con la Constitución Apostólica Regimini Ecclesiae Universae de 15 de agosto de 1967, el Papa Pablo VI, siguiendo las recomendaciones del Concilio Vaticano II, reorganizó la Secretaría de Estado, suprimiendo la Cancillería de informes Apostólicos. Estableció lo que sería la primera sección como un órgano distinto de la Secretaría de Estado, aunque estrechamente relacionados, y lo llamó el Consejo para los Asuntos Públicos de la Iglesia. El 28 de junio de 1988 el Papa Juan Pablo II publicó la Constitución Apostólica Pastor Bonus, por la que creó un segundo cuerpo, bajo el nombre de "Sección para las Relaciones con los Estados", siendo la primera la Sección de Cultura General Asuntos. La constitución apostólica Praedicate evangelium, del papa Francisco, mantiene la integración de esta sección en la Secretaría de Estado

## Competencias actuales
Los artículos del 45 al 47 de Pastor Bonus indican tratar con jefes de Gobierno como la tarea especial de la Sección de Relaciones con los Estados. Su ámbito de competencia incluye el fomento de las relaciones diplomáticas y de otro tipo con los Estados y otros sujetos de derecho internacional público, como las Naciones Unidas y la Unión Europea, que trata de asuntos de interés común para ellos y para la Santa Sede por medios tales como los concordatos y acuerdos similares , respetando los puntos de vista de las Conferencias Episcopales interesadas. Representa la Santa Sede en las organizaciones y conferencias internacionales. Cuando los acuerdos se han hecho con los gobiernos sobre las citas de los obispos y la definición de las diócesis, hace los arreglos necesarios en consulta con la congregación que tiene competencia general para tales asuntos en el país en cuestión (generalmente la Congregación para los Obispos).

## Composición
Desde el principio, este cuerpo ha sido puesto bajo la presidencia del cardenal secretario de Estado. Bajo él, está encabezada por el Secretario para las Relaciones con los Estados, que es ayudado por un personal que incluye la Subsecretaría de Relaciones con los Estados.
El actual Secretario para las Relaciones con los Estados es el arzobispo Paul Richard Gallagher, y el Subsecretario actual es monseñor Antoine Camilleri.

## Lista de Secretarios de Consejo para los Asuntos Públicos de la Iglesia y Secretarios para Relaciones con Estados
| Permanencia                                       | Titular                | Notas                                                                       |
| ------------------------------------------------- | ---------------------- | --------------------------------------------------------------------------- |
| 7 de febrero de 1953 -26 de junio de 1967         | Antonio Samorè         | nombrado Prefecto de la Sagrada Congregación para la Disciplina Sacramental |
| 15 de agosto de 1967 -28 de abril de 1979         | Agostino Casaroli      | nombrado Prosecretario de Estado                                            |
| 4 de mayo de 1979 -1 de marzo de 1988             | Achille Silvestrini    | nombrado Prefecto de la Signatura Apostólica                                |
| 1 de marzo de 1986 - 1 de diciembre de 1990       | Angelo Sodano          | nombrado Prosecretario de Estado \| Secretaria de Estado de Su Santidad.    |
| 1 de diciembre de 1990 - 6 de octubre de 2003     | Jean-Louis Tauran      | nombrado Archivero de la Santa Iglesia Romana                               |
| 7 de octubre de 2003 -15 de septiembre de 2006    | Giovanni Lajolo        | nombrado Presidente de la Pontificia Comisión para la Ciudad del Vaticano   |
| 15 de septiembre de 2006 - 8 de noviembre de 2014 | Dominique Mamberti     | nombrado Prefecto de la Signatura Apostólica                                |
| 8 de noviembre de 2014- presente                  | Paul Richard Gallagher |                                                                             |

## Lista de los Subsecretarios de Relaciones con los Estados
| Permanencia                                     | Titular                      | Notas                                                                                   |
| ----------------------------------------------- | ---------------------------- | --------------------------------------------------------------------------------------- |
| 1989 – 1 de diciembre de 1990                   | Jean-Louis Tauran            | designado Secretario de Relaciones con los Estados                                      |
| 1992 – 16 de diciembre de 1995                  | Claudio Maria Celli          | nombrado Secretario de la Administración del Patrimonio de la Sede Apostólica           |
| 16 de diciembre de 1995 – 30 de octubre de 2002 | Celestino Migliore           | nombrado Observador Permanente de la Santa Sede ante las Naciones Unidas                |
| 30 de octubre de 2002 – 17 de agosto de 2009    | Pietro Parolin               | nombrado Nuncio Apostólico en Venezuela                                                 |
| 17 de agosto de 2009 – 22 de febrero de 2013    | Ettore Balestrero            | nombrado Nuncio Apostólico en Colombia                                                  |
| 22 de febrero de 2013 – 3 de septiembre de 2019 | Antoine Camilleri            | nombrado Nuncio Apostólico en Etiopía y Yibuti                                          |
| 24 de octubre de 2019-presente                  | Mirosław Stanisław Wachowski | Subsecretario encargado de las relaciones bilaterales (área de la diplomacia bilateral) |
| 15 de enero de 2020 – 10 de enero de 2023       | Francesca Di Giovanni        | Subsecretaria encargada de las relaciones multilaterales (sector multilateral)          |
| 10 de enero de 2023-presente                    | Daniel Pacho                 | Subsecretario para el sector multilateral                                               |